# Araçari-de-bico-marrom
O araçari-de-bico-marrom (Pteroglossus mariae) é uma espécie de ave da família dos Ramphastidae.

## Etimologia
O termo "araçari" origina-se do termo tupi arasa'ri.